# Találkozás a hícsíkkel
A Találkozás a hícsíkkel (angolul: Heechee Rendezvous) Frederik Pohl tudományos-fantasztikus regénye, amely először 1984 jelent meg az Amazing Science Fiction januári, márciusi és májusi számában folytatásokban, illetve a Del Rey / Ballantine kiadónál könyvalakban. Ez a regény az Átjáró és a Túl a kék eseményhorizonton folytatása, az Átjáró-ciklus harmadik kötete. Magyarországon először 2004-ben jelent meg Kiss Tamás fordításában az Ulpius-ház Könyvkiadó kiadásában.
A könyv a tudományos-fantasztikus regények kategóriában 1985-ben harmadik helyezést ért el a Locus-díj szavazásán.

## Történet
|  | Alább a cselekmény részletei következnek! |

Robinette Broadhead gazdag és befolyásos amerikai befektető, aki vagyona és befolyása segítségével próbál a szegénység és az újra megjelenő terrorizmus ellen küzdeni. Vállalkozásai segítségével igyekszik lehetővé tenni, hogy minél több földi telepes vándorolhasson ki más, lakható bolygókra, így például Peggy földjére, ahova a korábban Hícsí mennyország néven ismert nagyméretű hícsí űrobjektum segítségével rendszeresen szállítja a kivándorlókat.
A hícsík egy idegen faj, amely még az ember megjelenése előtt bejárta a galaxist, és többek között a Földet is, azonban még azelőtt el is tűnt, hogy az ember képessé vált az űrutazásra. Hátrahagytak maguk után számos objektumot az űrben, többek között hícsí technológiára alapuló űrhajókat, amelyekkel az emberek számára is lehetővé vált a fénysebességnél gyorsabb utazás és a galaxis felfedezése. Ők maguk visszavonultak a galaxis közepében található fekete lyukba és csak időnként indítanak kisebb őrjáratokat onnan.
A cselekményt egy mesterséges intelligencia szemszögéből elbeszélve ismerhetjük meg. Ezt a mesterséges intelligenciát Broadhead felesége programozta be az Einsteinnel kapcsolatos összes adat felhasználásával. Einstein segíti Broadheadet minden üzleti, pénzügyi és orvosi probléma megoldásában.
Broadhead a Teljes Orvosi megléte és több sikeres transzplantációs műtéte ellenére bélpanaszokkal küszködik, aminek következtében újabb transzplantációra lesz hamarosan szüksége. Ő azonban halogatja a műtétet.
Mindeközben Wan, aki a Hícsí mennyország fedélzetén nőtt fel, és aki ezért szintén gazdag milliomos a Hícsí mennyországon talált hícsí technológia után járó jogdíjaknak köszönhetően, veszélyes vállalkozásba kezd. Az a célja, hogy megtalálja apját, aki egy fekete lyukban tűnt el. Ezért kísérletezni kezd egy még ismeretlen hícsí technológiával, amelynek segítségével be lehet tekinteni a fekete lyukak belsejébe. Az apját persze nem sikerül megtalálnia, azonban megtalálja és épségben kihozza egy fekete lyukból Gelle-Klara Moynlint, Robinette Broadhead korábbi szerelmét.
Az éppen esedékes hícsí őrjárat megdöbbenve veszi észre Wan tevékenységét, és Kapitány vezetésével elhatározzák, hogy véget vetnek a fekete lyukak kutatásának.
|  | Itt a vége a cselekmény részletezésének! |

## Megjelenések

### angol nyelven
1. Heechee Rendezvous, Del Rey / Ballantine, 1984[1]
2. Heechee Rendezvous, Gollancz, 1984[1]

### magyarul
1. Találkozás a hícsíkkel; ford. Kiss Tamás, Ulpius-ház, Bp., 2004